# Hirzwald bei Mittelbuchen
Hirzwald bei Mittelbuchen este o arie protejată (arie specială de conservare — SAC, sit de importanță comunitară — SCI) din Germania întinsă pe o suprafață de 144,58 ha, integral pe uscat.

## Localizare
Centrul sitului Hirzwald bei Mittelbuchen este situat la coordonatele 50°09′47″N 8°52′51″E / 50.1631°N 8.8808°E.

## Înființare
Situl Hirzwald bei Mittelbuchen a fost declarat sit de importanță comunitară în iulie 2001 pentru a proteja 8 specii de animale. Situl a fost protejat și ca arie specială de conservare în martie 2008.

## Biodiversitate
Situată în ecoregiunea continentală, aria protejată conține 3 habitate naturale: Păduri de fag Luzulo-Fagetum, Păduri de fag Asperulo-Fagetum, Păduri de stejar sau de stejar și carpen sub-atlantice și medio-europene de Carpinion betuli.
La baza desemnării sitului se află mai multe specii protejate:
- păsări (6): ciocănitoarea de stejar (Dendrocopos medius), ciocănitoare neagră (Dryocopus martius), gaia neagră (Milvus migrans), gaia roșie (Milvus milvus), grangur (Oriolus oriolus), ciocănitoare verzuie (Picus canus)
- mamifere (1): liliac cu urechi mari (Myotis bechsteinii)
- nevertebrate (1): rădașcă (Lucanus cervus)